# Lucky (라디오헤드의 노래)
〈Lucky〉는 라디오헤드가 1997년 12월 프랑스에서 싱글로 발매한 세 번째 음반 《OK Computer》의 곡이다.